# Nintendo Super System
Nintendo Super System är ett arkadspelssystem som Nintendo använde för att demonstrera spel till Super NES i USA. Det fungerade ungefär som Super Nintendo Entertainment System.

## Lista över spel till Nintendo Super System games
- ActRaiser
- The Addams Family
- Contra III: The Alien Wars
- David Crane's Amazing Tennis
- F-Zero
- Lethal Weapon
- NCAA Basketball
- Robocop 3
- Skins Game
- Super Mario World
- Super Soccer
- Super Tennis